# Chevrolet Lova RV
Chevrolet Lova RV – samochód osobowy typu minivan klasy miejskiej produkowany pod amerykańską marką Chevrolet w latach 2016–2019.

## Historia i opis modelu

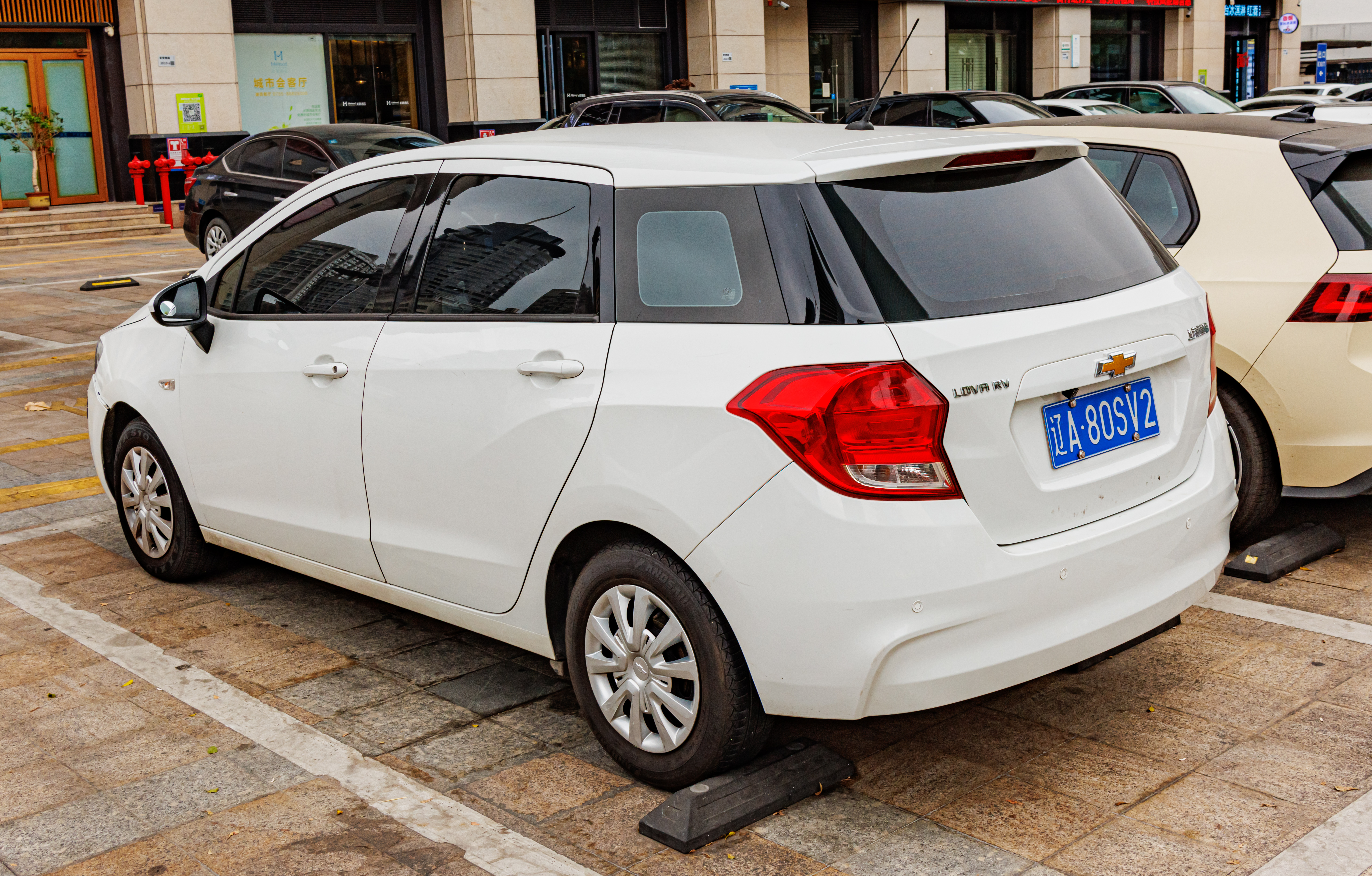
Chevrolet Lova RV – tył

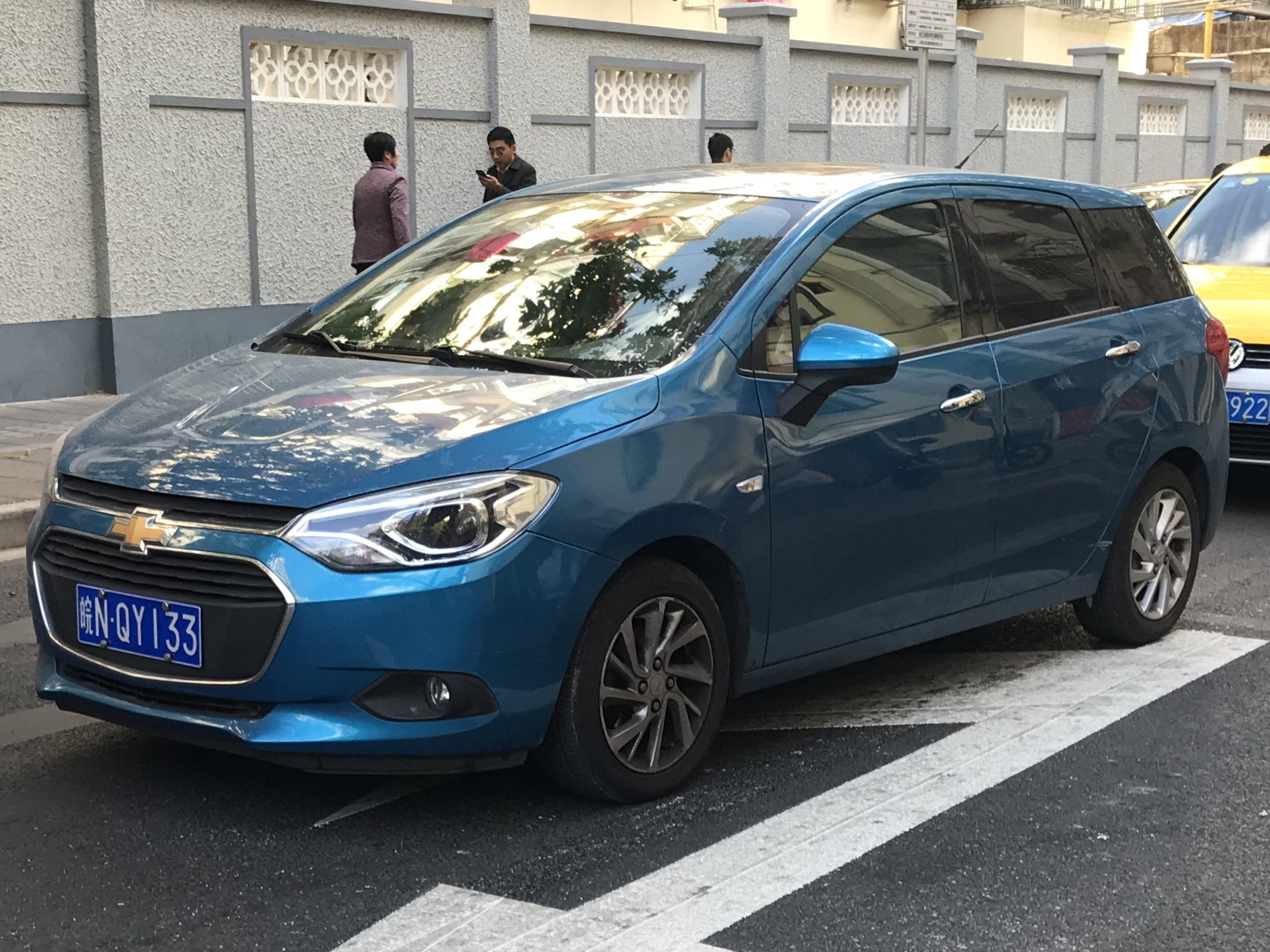
Chevrolet Lova RV LTZ

Jesienią 2015 roku chiński oddział Chevroleta w ramach spółki joint-venture Shanghai-GM przedstawił nowego, miejskiego minivana opracowanego z myślą o wewnętrznym rynku. Samochód został opracowany na technicznej bazie współdzielonej z modelami Chevrolet Sail oraz Buick GL6.
Chevrolet Lova RV utrzymano w stylistyce nawiązującej do sedana Sail, zyskując podobne do niego podłużne, ostro zakończone w wewnętrznych krawędziach reflektory, a także duża atrapa chłodnicy przedzielona kolorową poprzeczką. Tylne lampy zyskały duży, zaokrąglone przy krawędziach lampy.
Produkcja Lovy RV trwała do 2019 roku, kończąc się na rzecz nowego, większego modelu minivana Orlando.

### Wersje wyposażeniowe
- LS
- LT
- LTZ

### Silnik
- L4 1.5l S-TEC